# Symphyotrichum plumosum
Symphyotrichum plumosum là một loài thực vật có hoa trong họ Cúc. Loài này được (Small) Semple mô tả khoa học đầu tiên năm 2002.